# ليزا آن هادلي
ليزا آن هادلي (بالإنجليزية: Lisa Ann Hadley)‏ هي ممثلة أمريكية، ولدت في 11 يناير 1972 في سياتل في الولايات المتحدة.

## وصلات خارجية
- ليزا آن هادلي على موقع IMDb (الإنجليزية)
- ليزا آن هادلي على موقع ميتاكريتيك (الإنجليزية)
- ليزا آن هادلي على موقع قاعدة بيانات الفيلم (الإنجليزية)